# 微塵 (武器)
微塵（みじん）は、円形の太い鉄環に三本の分銅鎖をつけた武器。
分銅鎖の長さは6、7寸、分銅は30匁から60匁の切子玉形の分銅をつける。環に指を入れて分銅鎖を振る。あるいは分銅鎖一本を持ち、二本の分銅鎖で敵を打つ、敵の刀を絡めとる、投げつけるなどして使用したとされる。
微塵の名前の由来は、相手を微塵に砕く威力があるとされたことによると考えられる。
名和弓雄によれば、使用した流派や伝系などは不明とされる。